# Étolos
Étolos (en grec ancien Αἰτωλός/Aitôlós) est un personnage légendaire, roi d'Élis, dans le Péloponnèse, puis roi d’Étolie. Il est le fils d'Endymion et d'une nymphe. Ses frères sont Péon et Épéios, ses sœurs, Eurycyde (ou Eurypyle), Naxos et Pisos. Sa femme, Pronoé, fille de Phorbas (en), lui donne deux fils : Pleuron et Calydon.

## Mythe
Pour choisir qui de ses trois fils lui succédera, Endymion ordonne à Étolos, Péon et Épéios de s'opposer lors d'une course à pied à Olympie. Épéios l'emporte et, après le décès de son père, devient roi. Péon, indigné d'avoir perdu la course, s'exile en Macédoine; quant à Étolos, resté fidèle au nouveau roi, il demeure dans le Péloponnèse et monte sur le trône à la mort de son frère. 
Lors des jeux funèbres célébrés en Arcadie en l'honneur d'Azan, Étolos tue par mégarde Apis, le fils de Phoronée. Poursuivi par la vindicte des filles de sa victime, il est contraint à un exil qui le mène au nord du golfe de Corinthe, à l'embouchure du fleuve Achéloos. Il y est hébergé par les fils d'Apollon et de Phthie: Doros, Laodocos et Polypétès. Il tue ses hôtes, chasse les Curètes qui habitaient ce territoire et en devient le roi. C'est après sa mort que le pays prend le nom d'Étolie,,.